# Даримон, Фреди
Фреди Даримон (фр. Fredi Darimont; 1917—1966) — бельгийский миколог.

## Биография
Фреди Даримон родился 13 августа 1917 года в городе Воттем провинции Льеж. В 1941 году закончил Льежский университет. Познакомился с микологом Жаном Дамблоном. Длительное время изучал фитосоциологию, дал определение некоторых фундаментальных понятий в микосоциологии. В 1952 году за работу по микосоциологии, изданную лишь в 1971 году, Даримон получил учёную степень доктора философии. Затем стал почётным профессором Льежского университета. С 1961 по 1962 Даримон был президентом Бельгийского королевского ботанического общества. Фреди Даримон погиб в автомобильной аварии 27 февраля 1966 года.